# Philip Reeve

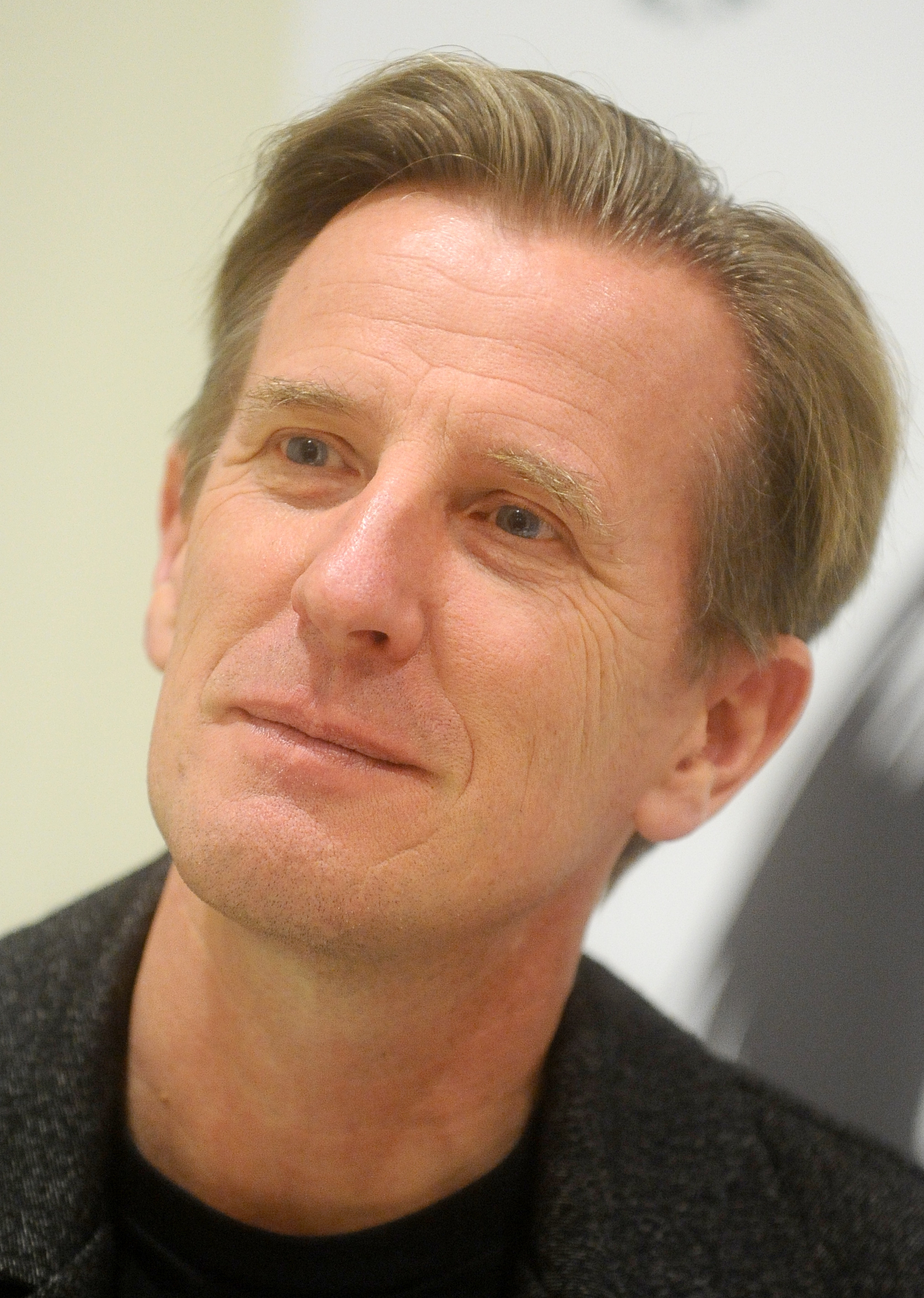
Philip Reeve (2016)

Philip Reeve (* 28. Februar 1966 in Brighton) ist ein britischer Schriftsteller.
Er besuchte das Cambridgeshire College of Arts and Technology (CCAT) und arbeitete als Buchhändler und Illustrator. Sein 2001 erschienenes Erstlingswerk Mortal Engines überzeugte sowohl die Leser als auch die Buchkritik. Er wohnt mit seiner Frau und seinem Sohn in Südengland im Dartmoor National Park.

## Werke und Auszeichnungen

### Buster Bayliss
- Night of the Living Veg (2002)
- The Big Freeze (2002)
- Day of the Hamster (2002)
- Custardfinger (2003)

### Mortal Engines

#### Mortal Engines-Quartett
Hauptartikel: Mortal Engines-Quartett
- Mortal Engines. Band 1. Scholastic, 2001, ISBN 0-439-98222-7.
  - Großstadtjagd, Beltz und Gelberg, 2003, ISBN 978-3-891-06434-4, Übersetzerin Anja Hansen-Schmidt
  - Mortal Engines : Krieg der Städte, Ravensburger Buchverlag, Ravensburg 2008, ISBN 978-3-473-58342-3, Übersetzerin Anja Hansen-Schmidt
  - Mortal Engines. Krieg der Städte, FISCHER Tor, Frankfurt am Main 2018, ISBN 978-3-596-70212-1, Übersetzerinnen Nadine Püschel & Gesine Schröder
  - Shortlist Angus Book Award 2004
  - Nestlé Smarties Book Prize 2002
- Predator's Gold. Band 2. Scholastic, 2003, ISBN 0-439-96850-X.
  - Mortal Engines : Jagd durchs Eis, FISCHER Tor, Frankfurt am Main 2018, ISBN 978-3-596-70213-8, Übersetzerinnen Nadine Püschel & Gesine Schröder
- Infernal Devices. Band 3. Scholastic, 2005, ISBN 0-439-96392-3.
  - Mortal Engines : Der Grüne Sturm, FISCHER Tor, Frankfurt am Main 2019, ISBN 978-3-596-70214-5, Übersetzerinnen Nadine Püschel & Gesine Schröder
- A Darkling Plain. Band 4. Scholastic, 2006, ISBN 0-439-94997-1.
  - Mortal Engines : Die verlorene Stadt, FISCHER Tor, Frankfurt am Main 2019, ISBN 978-3-596-70215-2, Übersetzerinnen Nadine Püschel & Gesine Schröder
  - Guardian Award 2006
  - Los Angeles Times Book Prize 2007

#### Fever Crumb
Hauptartikel: Fever Crumb
- Fever Crumb. Band 1. Scholastic, 2009, ISBN 978-1-4071-0242-9.
- A Web of Air. Band 2. Scholastic, 2010, ISBN 978-1-4071-1517-7.
- Scrivener's Moon. Band 3. Scholastic, 2011, ISBN 978-1-4071-2157-4.

#### Weitere Werke
- Thunder City. Scholastic, 2024, ISBN 978-0-7023-3547-1.
- Traction City. Scholastic, 2011, ISBN 978-1-4071-2427-8.
- Night Flights. Scholastic, 2018, ISBN 978-1-4071-8675-7.

### Larklight
- Larklight. Band 1. Bloomsbury, 2006, ISBN 1-59990-020-3.
  - Lerchenlicht, Berlin-Verlag, Berlin 2007, ISBN 3-8270-5199-1, Übersetzerin Ulrike Nolte
- Starcross. Band 2. Bloomsbury, 2007, ISBN 978-1-59990-121-3.
  - Sternstunde, Berlin-Verlag, Berlin 2009, ISBN 978-3-8270-5294-0, Übersetzerin Ulrike Nolte
- Mothstorm. Band 3. Bloomsbury, 2008, ISBN 978-0-7475-8911-2.

### Not-So-Impossible Tales
- Oliver and the Seawigs. Band 1. Oxford University Press, 2013, ISBN 978-0-19-273489-1.
  - Schwupp und weg, Dressler, Hamburg 2014, ISBN 978-3-7915-1702-5, Übersetzerin Yvonne Hergane
- Cakes in Space. Band 2. Oxford University Press, 2014, ISBN 978-0-19-273456-3.
  - Kekse im Kosmos, Dressler, Hamburg 2015, ISBN 978-3-7915-1704-9, Übersetzerin Yvonne Hergane
- Pugs of the Frozen North. Band 3. Random House, 2016, ISBN 978-0-385-38796-5.
- Carnival in a Fix. Band 4. Random House, 2017, ISBN 978-0-385-38800-9.

### Goblins
- Goblins. Band 1. Marion Lloyd Books, 2012, ISBN 978-1-4071-1527-6.
- Goblins Vs Dwarves. Band 2. Marion Lloyd Books, 2013, ISBN 978-1-4071-3480-2.
- Goblin Quest. Band 3. Marion Lloyd Books, 2014, ISBN 978-1-4071-3832-9.

### Railhead
- Railhead. Band 1. Oxford University Press, 2015, ISBN 978-0-19-274277-3.
- Black Light Express. Band 2. Oxford University Press, 2016, ISBN 978-0-19-274478-4.
- Station Zero. Band 3. Oxford University Press, 2018, ISBN 978-0-19-275914-6.

### Roly-Poly Flying Pony
- The Legend of Kevin. Band 1. Oxford University Press, 2018, ISBN 978-0-19-276608-3.
- Kevin's Great Escape. Band 2. Oxford University Press, 2019, ISBN 978-0-19-276611-3.

### Utterly Dark
- Utterly Dark and the Face of the Deep. David Fickling Books, 2021, ISBN 978-1-78845-237-3.
- Utterly Dark and the Heart of the Wild. David Fickling Books, 2021, ISBN 978-1-78845-286-1.
- Utterly Dark and the Tides of Time. David Fickling Books, 2023, ISBN 978-1-78845-288-5.

### Weitere Bücher
- Here Lies Arthur. Scholastic, 2007, ISBN 978-0-439-95533-1.
  - Gwyna - im Dienste des Zauberers, cbj, München 2008, ISBN 978-3-570-13420-7, Übersetzerin Alexandra Ernst
  - Nestlé Smarties Book Prize 2007
  - Carnegie Medal 2008
- No Such Thing As Dragons. Scholastic, 2009, ISBN 978-1-4071-1529-0.

### Illustrationen
- Terry Deary: Dark Knights and Dingy Castles. Scholastic, 1997, ISBN 0-439-95472-X.
  - Unschlagbar, die Ritter!, Loewe, Bindlach 2000, ISBN 3-7855-3454-X, Übersetzerin Anne Braun
- Hans Platsch, Chris d'Lacey, Klopp, Hamburg 2000, ISBN 3-7817-0380-0, Übersetzerin Dorothee Haentjes
- Peter Corey: Coping with Love. Scholastic, 1997, ISBN 0-590-13446-9.
  - So bekommst du die Liebe in den Griff, Ueberreuter, Wien 2002, ISBN 3-8000-1576-5, Übersetzerin Vera Wiltberger
- Mathe, einfach maßlos!, Kjartan Poskitt, Loewe, Bindlach 2002, ISBN 3-7855-4229-1, Übersetzerin Barbara Weiner
- Kjartan Poskitt: Urgum the Axeman. Scholastic, 2007, ISBN 1-4071-0257-5.
  - Urgum der Barbar, cbj, München 2008, ISBN 978-3-570-13382-8, Übersetzerin Vanessa Walder
- Kjartan Poskitt: Urgum and the Seat of Flames. Scholastic, 2007, ISBN 978-1-4071-0433-1.
  - Urgum - Wettkampf der Barbaren, cbj, München 2009, ISBN 978-3-570-13419-1, Übersetzerin Vanessa Walder